# Виктор Митев
Виктор Митев е български футболист, който играе като ляво крило за Фратрия (Варна).

## Кариера
Излиза от академията на Черно море (Варна) и прави официалния си дебют за „моряците“ на 21 май 2011 г. срещу Миньор (Перник) в мач от Първа лига. През 2012 г. е преотстъпен на Калиакра (Каварна). През 2013 г. подписва първо с Дунав (Русе) и после със Спартак (Варна). Следващата година подписва с Любимец. По-късно през годината преминава в Черноморец (Балчик), където играе до 2020 г., когато подписва с Локомотив (ГО). През 2021 г. се завръща в Спартак (Варна). 